# Берг (Арвайлер)
Берг (нім. Berg) — громада в Німеччині, розташована в землі Рейнланд-Пфальц. Входить до складу району Арвайлер. Складова частина об'єднання громад Альтенар.
Площа — 19,07 км2. Населення становить 1295 ос. (станом на 31 грудня 2020).